# Уренгойське міське поселення
Уренго́йське міське поселення (рос. Уренгойское городское поселение) — міське поселення у складі Пурівського району Ямало-Ненецького автономного округу Тюменської області Росії.
Адміністративний центр та єдиний населений пункт — селище міського типу Уренгой.
Населення міського поселення становить 10082 особи (2017; 10066 у 2010, 9329 у 2002).